# فيغين سركسيان
فيغين سركسيان (بالأرمنية: Վիգեն Սարգսյան) (بالإنجليزية: Vigen Sargsyan)‏ (10 مايو 1975 في يريفان - )؛ سياسي وعسكري أرمني. شغل منصب وزير الدفاع الأرمني ما بين 3 أكتوبر 2016 حتى 10 مايو 2018. وهو حاصل على ميدالية موفزيس كوريناتسي، وهي أعلى وسام ثقافي يُمنح في جمهورية أرمينيا، إضافة إلى حصوله على وسام الاستحقاق الوطني من فرنسا.